# @Verdade

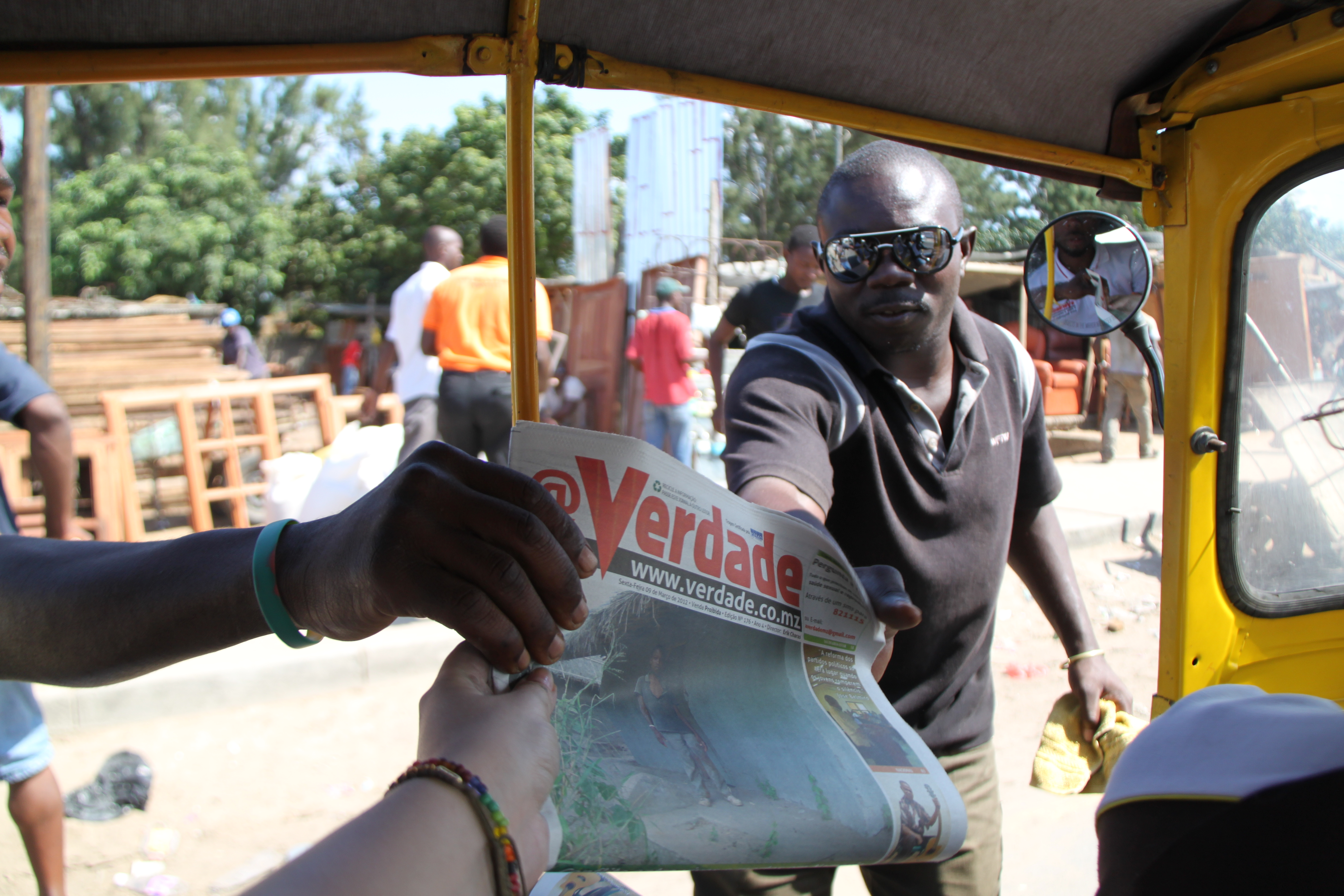
Die kostenlose Zeitung @Verdade wird größtenteils von den Fahrerinnen und Fahrern der Txopelas verteilt

@Verdade, meist nur A Verdade oder Verdade (port. [Die] Wahrheit) ist eine mosambikanische, portugiesischsprachige, Gratis-Wochenzeitung. Die Zeitung hatte ursprünglich ihren Sitz in Maputo, zog Mitte 2014 aber nach Nampula um. Verdade, die heute als die meistgelesene Zeitung Mosambiks gilt, entstand im Jahr 2008 auf Initiative von Erik Charas, der bis heute auch noch Leiter der Zeitung ist.
Die Zeitung ist vor allem für ihren Graswurzel-Journalismus bekannt. Bürger können über verschiedene Kommunikationswege der Redaktion Nachrichten übermitteln, die diese in ihre Zeitung aufnimmt.

## Inhalte
Die Zeitung gilt als besonders regierungskritisch, versteht sich laut Gründer Charas selbst aber als „unpolitisch“ und behandele vor allem „Themen der Bürgerinnen und Bürger“. Besonderes Merkmal der Zeitung, die eine wöchentliche Auflage von etwa 25.000 Stück und nach eigenen Schätzungen 400,000 Leserinnen und Lesern hat, ist neben der kostenfreien Verteilung auch ein starker Fokus auf das Internet und Beteiligung der Leserschaft. Bürgerinnen und Bürger können sich über verschiedene Wege, u. a. WhatsApp, SMS, Twitter, Facebook, an die Zeitung wenden und Beobachtungen mitteilen („Cidadão repórter“, port. für „Bürgerjournalist“). Laut Gründer Charas basierten 35 Prozent der Nachrichten der Redaktion auf Bürgernachrichten und stellten gleichzeitig das „Erfolgsgeheimnis“ der Zeitung dar.
Neben der Cidadão repórter stellt auch die Sexualberatung (Pergunte a Tina, port. für „Fragen Sie Tina“), vergleichbar mit dem Dr. Sommer-Team der deutschen Jugendzeitschrift Bravo, eine Besonderheit dar. In der Beratung wird ein Schwerpunkt auf Verhütung von Geschlechtskrankheiten gelegt – etwa 11 Prozent der mosambikanischen Bevölkerung sind an HIV erkrankt.
Weiterer Teil der Zeitung sind die sog. „Xiconhoca“, in der wöchentlich meist Handlungen oder Aussprüche von Politikerinnen und Politikern, der Polizei und Unternehmen kommentiert und kritisiert werden. Die Leserschaft kann wöchentlich den „Xiconhoca der Woche“ wählen.
Die Zeitung finanziert sich vor allem über Anzeigen und umfasst auch ein breites Online-Angebot in portugiesischer und englischer Sprache. Verteilt wird die Zeitung vor den Redaktionsbüros und von den zahlreichen sog. Txopelas, in Mosambik weit verbreiteten Autorikschas.

## Entwicklung
Die Zeitung entstand im August 2008 auf Initiative von Erikas Charas. Die erste Wahlberichterstattung der Verdade erfolgte zu den Parlaments- und Präsidentschaftswahlen 2009, Laut einer Studie von Jenny C. Aker, Paul Collier und Pedro C. Vicente soll die Verteilung der Gratiszeitung die Wahlbeteiligung um zehn Prozent erhöht haben.
Seit 2011 unterhält die Redaktion eine Partnerschaft mit dem Bloggernetzwerk Global Voices. Seit Ende 2013 unterhält die Redaktion ebenfalls eine Partnerschaft mit dem Onlineangebot der Deutschen Welle (bzw. der Redaktion für das portugiesischsprachige Afrika). Seitdem sind Artikel der Verdade auch im Onlineangebot der Deutschen Welle zu finden.
2014 zog die Redaktion, die bereits vorher ein Zweigbüro in der nordmosambikanischen Stadt Nampula hatte, komplett dorthin um. Chefredakteur Adérito Caldeira begründete den Umzug mit einer „nachrichtlichen Sättigung“ innerhalb der Hauptstadt Maputo und einem wesentlich größeren Nachrichtenbedarf im Norden Mosambiks, dem in den nächsten Jahren aufgrund der großen Ressourcenvorkommen eine starke wirtschaftliche Entwicklung vorhergesagt wird.
War die Zeitung bei den Kommunalwahlen 2013 noch besonders aktiv in der Berichterstattung, gab die Redaktion 2014 bekannt, dass sie nicht über ausreichend Finanzen verfüge, um über die Parlaments- und Präsidentschaftswahlen 2014 zu berichten.

## Auszeichnung
2012 erhielt die Redaktion den „African Media Prize Expo 2015“ für ihren „hervorragenden Beitrag zur Entwicklung der mosambikanischen Zivilgesellschaft“.